# Pulicaria microcephala
Pulicaria microcephala é uma planta muito ramificada. A floração dá-se entre os meses de Maio e Julho, altura em que se pode observar as suas pequenas flores amarelas, que se agrupam nas extremidades dos ramos. A Pulicaria microcephala distribui-se pela zona do planalto e pelas encostas da ilha. Esta também localizada nas Berlengas, em Portugal.